# Аловов, Байрам Атаевич
Байрам Атаевич Аловов (туркм. Baýram Ataýewiç Alowow; род. 1969) — туркменский государственный деятель.

## Дата и место рождения
Родился в 1969 году в Ашхабаде.

## Образование и специальность
Образование высшее.
В 1994 году окончил Московский институт культуры, по специальности — искусствовед.

## Карьера
Трудовую деятельность начал инструктором отдела патриотического воспитания и спорта Центрального совета Молодежной организации Туркменистана им. Махтумкули. Далее работал сотрудником Комитета национальной безопасности Туркменистана, сотрудником Службы безопасности Президента Туркменистана, заместителем начальника Государственной пограничной службы Туркменистана по работе с личным составом.
02.11.2006 — 24.02.2007 — временно исполняющий обязанности командующего пограничными войсками Туркменистана.
24.02.2007 — 21.01.2009 — начальник Государственной пограничной службы Туркменистана, командующий пограничными войсками Туркменистана.
21 января 2009 года уволен за серьезные недостатки, допущенные в работе, и как несправившийся с возложенными на него обязанностями с понижением в воинском звании с генерал-майора до полковника.
Дальнейшая судьба неизвестна.

## Награды и звания
- Медаль «Watana bolan soygusi ucin»

### Воинские звания
- Капитан
- Подполковник (20.05.1999)
- Полковник
- Генерал-майор (26.11.2004)
- Полковник (21.01.2009)

## Семья
- Отец — Ата Аловов (1943 г.р.), Народный артист Туркменистана, художественный руководитель Туркменского государственного театра кукол, главный режиссёр театра им. Молланепеса.